# Кур'єр ЮНЕСКО

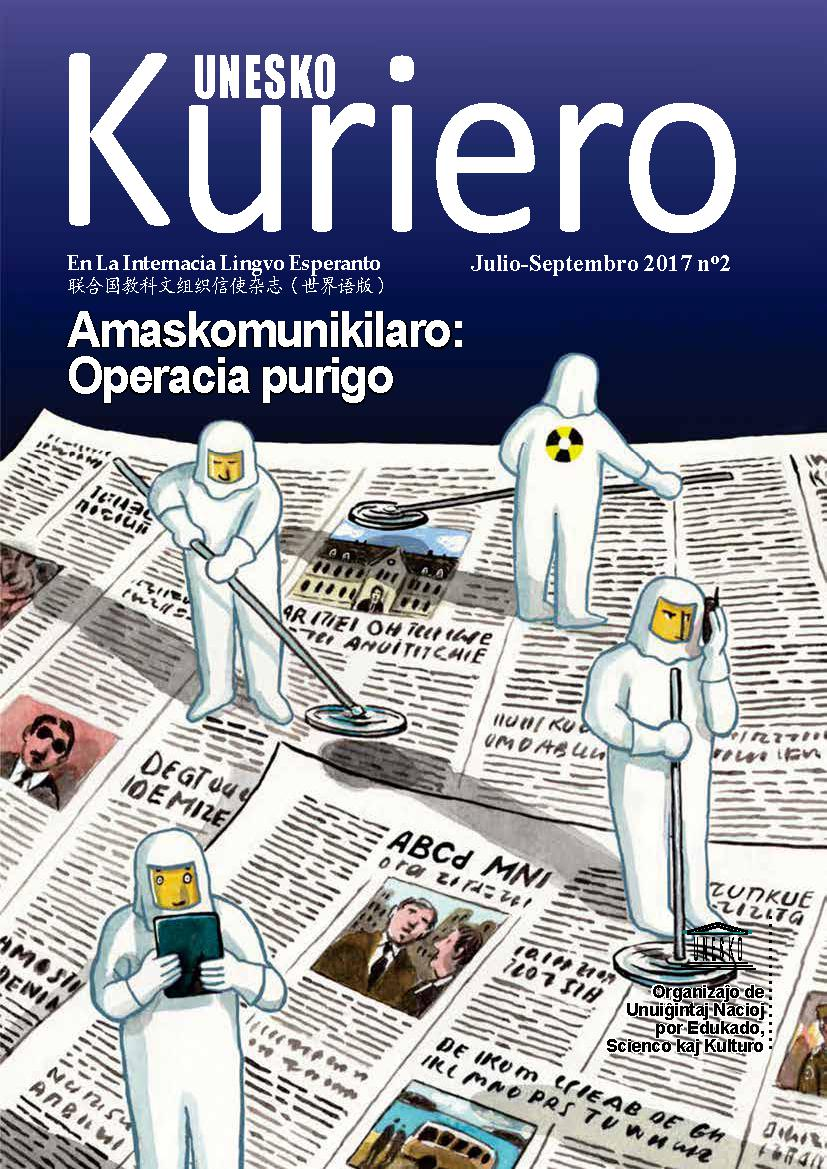
2017-07/09 (Esperanto)

Кур'єр ЮНЕСКО (англ. The UNESCO Courier) — щомісячний ілюстрований міжнародний журнал, що висвітлює проблеми сучасного світу з різних точок зору. В кожному номері інтерв'ю з одним із представників світу мистецтва, літератури, науки, культури, а також рубрики присвячені охороні навколишнього середовища, діяльності організації ЮНЕСКО.
Сайт ЮНЕСКО надає відкритий і безкоштовний доступ до архіву номерів журналу.

## Українське видання
Засновник журналу видання українською мовою — Національна комісія України у справах ЮНЕСКО. Перший випуск вийшов у лютому 1990 року. Україномовне видання стало 35 мовним варіантом міжнародного журналу. 
Фінансування журналу здійснювалося із бюджету України. Журнал українською мовою видавали лише із 1990 року по 2002 рік.